# Терней
Терне́й — посёлок городского типа на северо-востоке Приморского края, административный центр Тернейского района.

## Географическое положение
Посёлок Терней стоит на правом берегу реки Серебрянка в трёх километрах от впадения её в бухту Серебрянка Японского моря.
Дорога к пос. Терней идёт на север от пос. Пластун, расстояние до Пластуна около 58 км.
Расстояние по автодороге до Владивостока 665 км, до Хабаровска 640 км.
На север от пос. Терней идёт дорога к селу Малая Кема, расстояние до Малой Кемы  112 км.
От автодороги Терней — Малая Кема на северо-запад идёт дорога к сёлам Таёжное и Молодёжное Красноармейского района, расстояние до Таёжного около 120 км, до Молодёжного около 160 км, другой автодороги в эти отдалённые населённые пункты нет.

## История

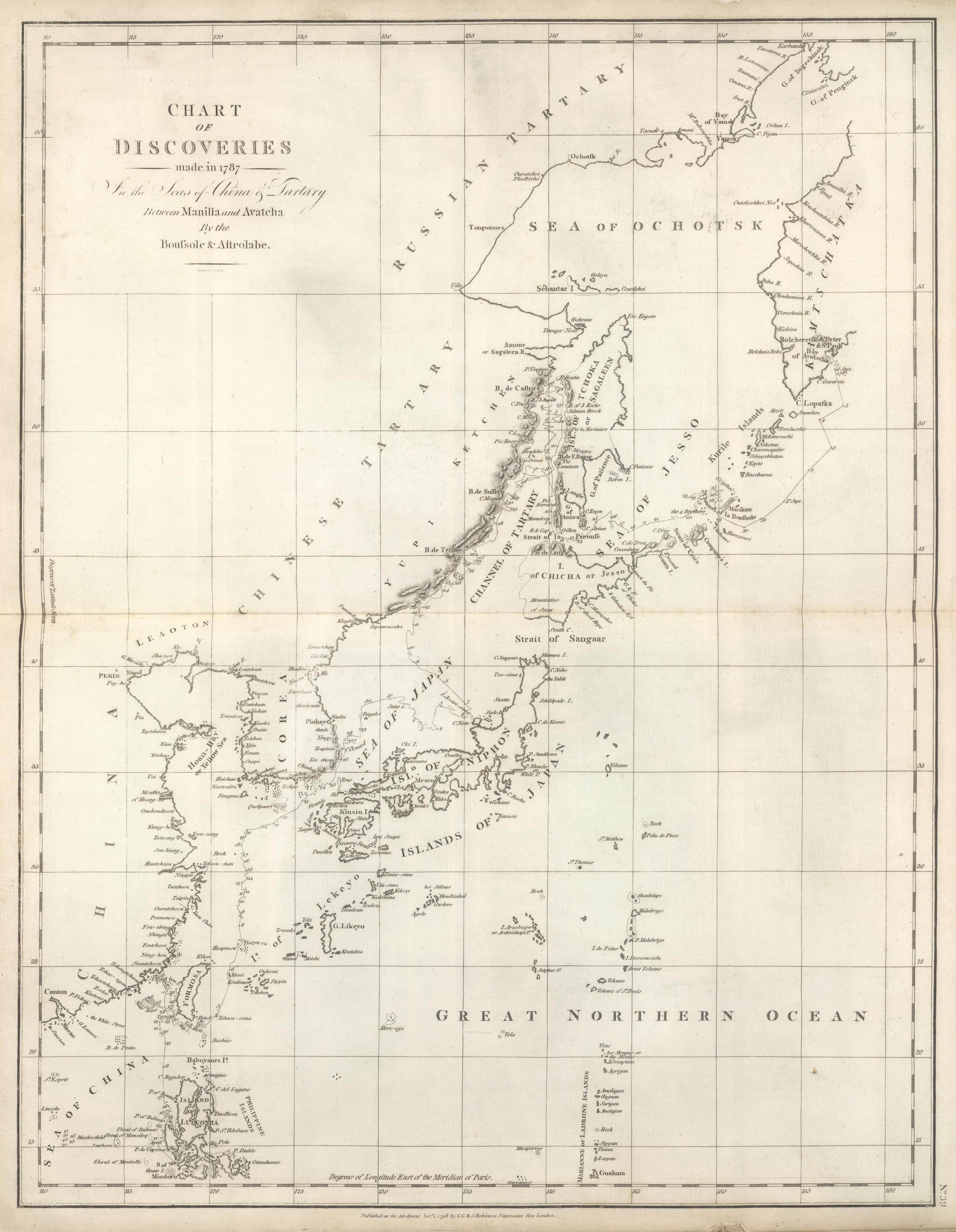
Залив Терней на карте 1799 года

Бухта Терней была открыта для европейцев Лаперузом 23 июня 1787 года, и названа им же в честь французского мореплавателя адмирала Шарля д’Арсака де-Тернея (фр. Baie de Ternay).
Деревня Грингмутовка основана в сентябре 1908, названа переселенцами в честь скончавшегося в 1907 лидера черносотенного движения Владимира Грингмута.
«Общество новосёлов на берегу Великого Океана постановило наименовать своё селение Грингмутовским. Оно не только не имеет своего православного храма, но и находится вдали от церквей… Протоиерей Иоанн Восторгов обратился с воззванием к москвичам собрать пожертвования на сооружение храма, который грингмутовцы решили назвать в память Св. кн. Владимира».
— Газета «Далекая окраина», 1909
В 1922 году деревня была переименована в Терней-Морозовское, а с 1938 года получила статус посёлка городского типа и название — Терней.

## Население
| 1915  | 1926  | 1939  | 1959  | 1970  | 1979  | 1989  |
| ----- | ----- | ----- | ----- | ----- | ----- | ----- |
| 145   | ↗246  | ↗3931 | ↘3236 | ↘2727 | ↗3717 | ↗4508 |
| 2002  | 2005  | 2009  | 2010  | 2011  | 2012  | 2013  |
| ↘3971 | ↘3940 | ↘3908 | ↘3590 | ↘3585 | ↘3478 | ↘3426 |
| 2014  | 2015  | 2016  | 2017  | 2018  | 2019  | 2020  |
| ↘3406 | ↘3360 | ↘3346 | ↘3318 | ↘3311 | ↘3219 | ↘3139 |
| 2021  | 2023  | 2024  |       |       |       |       |
| ↘2933 | ↘2856 | ↘2794 |       |       |       |       |

## Климат

Вид на Терней с берега реки Серебрянка

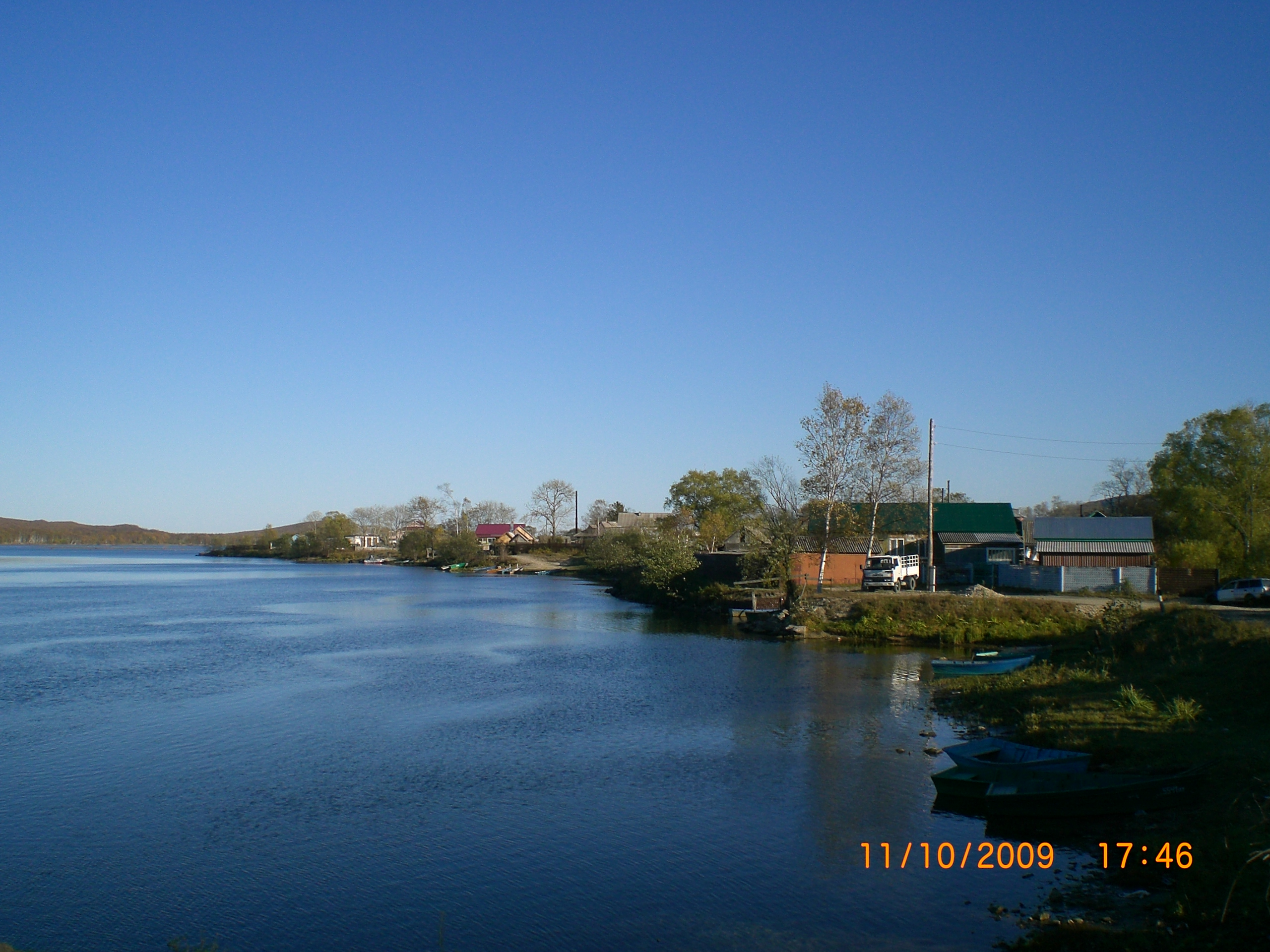
Терней набережная

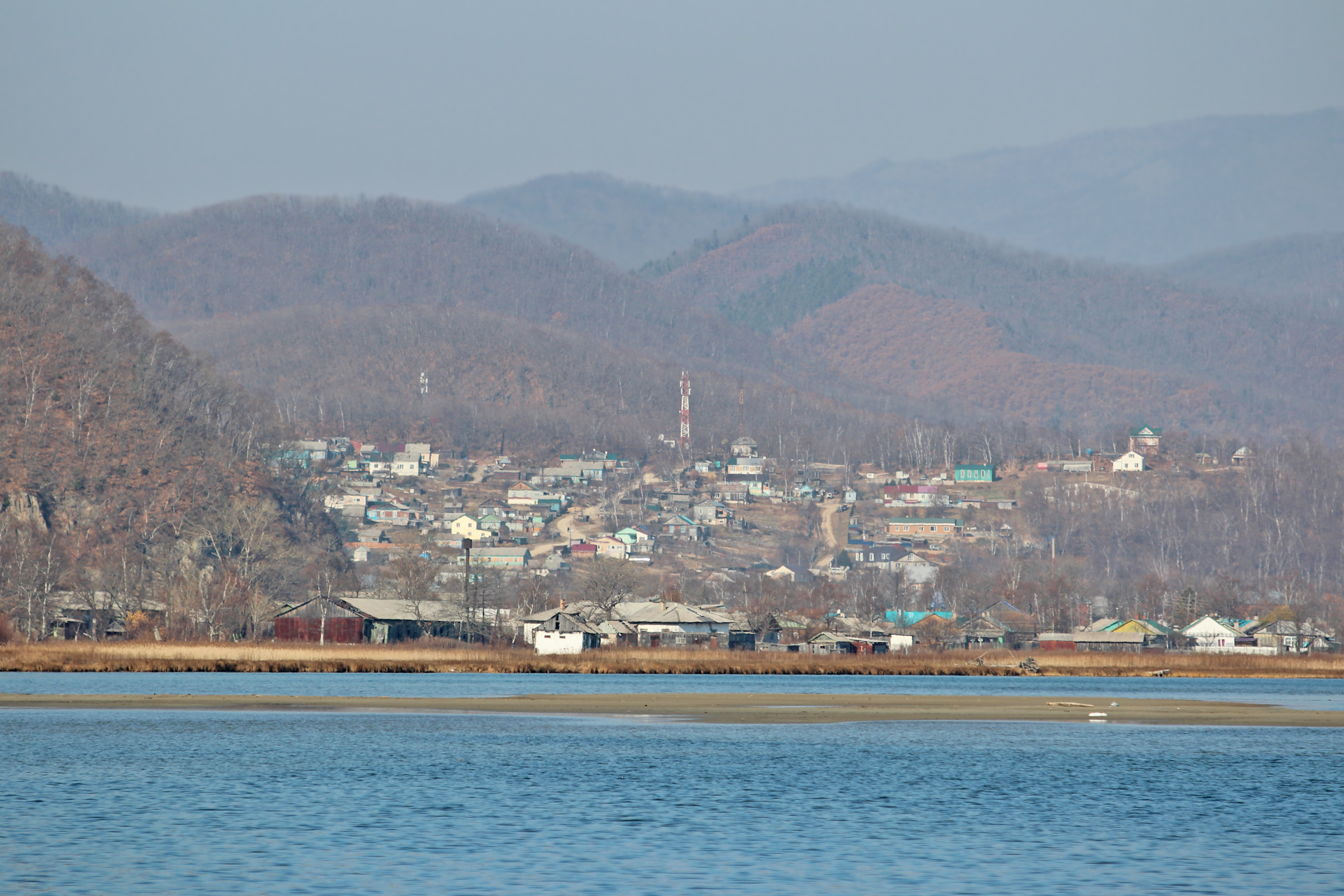
Вид на Терней с берега реки

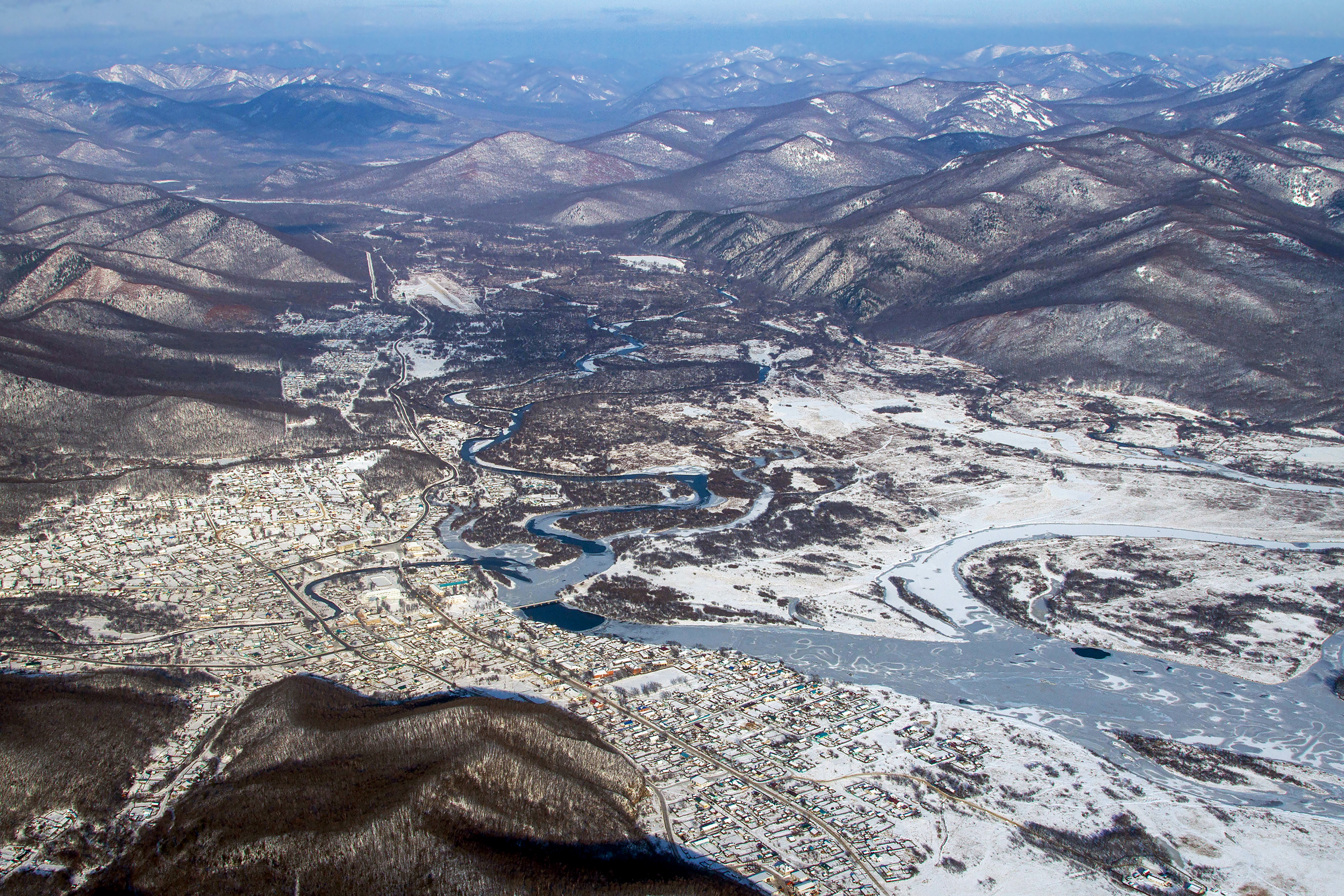
Терней зимой

Посёлок Терней приравнен к районам Крайнего Севера, что вызвано экономическими причинами.
Климат умеренный муссонный.
Климат Тернея несколько более суровый и солнечный, чем климат, находящегося в сходных геопространственных условиях на той же 45° широте, восточно-канадского города Сент-Джон.
Температура зимы (ноябрь-март) примерно −7 °С, лета (июль−сентябрь) +16,4 °C. Самый холодный месяц — январь (−11,7 °C), самый тёплый — август (+18,6 °C). Лето дождливое, иногда сверхдождливое — так июль 2013 года запомнился жителям посёлка рекордными дождями — выпало 631 мм осадков, что составляет 5.4 месячной нормы или 76 % годовой.. Для сравнения — среднегодовая сумма осадков в Санкт-Петербурге — около 662 мм.
| Показатель                                   | Янв.  | Фев.  | Март  | Апр.  | Май  | Июнь | Июль | Авг. | Сен. | Окт. | Нояб. | Дек.  | Год   |
| -------------------------------------------- | ----- | ----- | ----- | ----- | ---- | ---- | ---- | ---- | ---- | ---- | ----- | ----- | ----- |
| Абсолютный максимум, °C                      | 7,3   | 11,8  | 22,0  | 27,5  | 33,8 | 36,6 | 37,8 | 36,5 | 30,8 | 27,2 | 20,2  | 8,9   | 37,8  |
| Средний суточный максимум, °C                | −6,2  | −2,3  | 3,2   | 10,1  | 14,5 | 17,0 | 20,5 | 23,6 | 20,6 | 13,9 | 3,6   | −4,4  | 9,5   |
| Средняя температура, °C                      | −11,7 | −8,4  | −2,4  | 3,8   | 8,2  | 12,0 | 16,2 | 18,6 | 14,4 | 7,4  | −2    | −9,6  | 3,9   |
| Средний суточный минимум, °C                 | −15,6 | −13   | −7,1  | −0,6  | 4,0  | 8,8  | 13,6 | 15,3 | 9,6  | 2,4  | −6,1  | −13,3 | −0,2  |
| Абсолютный минимум, °C                       | −30,2 | −27,8 | −25,6 | −11,3 | −4,6 | −1   | 1,9  | 3,1  | −6,9 | −9,8 | −21,7 | −27,8 | −30,2 |
| Норма осадков, мм                            | 32    | 18    | 36    | 53    | 77   | 93   | 114  | 133  | 115  | 71   | 46    | 30    | 818   |
| Источник: Tср °С и осадки, Tmin °С и Tmax °С |       |       |       |       |      |      |      |      |      |      |       |       |       |

| Солнечное сияние, часов за месяц (Справочник по климату СССР. Вып. 1966г). | Солнечное сияние, часов за месяц (Справочник по климату СССР. Вып. 1966г). | Солнечное сияние, часов за месяц (Справочник по климату СССР. Вып. 1966г). | Солнечное сияние, часов за месяц (Справочник по климату СССР. Вып. 1966г). | Солнечное сияние, часов за месяц (Справочник по климату СССР. Вып. 1966г). | Солнечное сияние, часов за месяц (Справочник по климату СССР. Вып. 1966г). | Солнечное сияние, часов за месяц (Справочник по климату СССР. Вып. 1966г). | Солнечное сияние, часов за месяц (Справочник по климату СССР. Вып. 1966г). | Солнечное сияние, часов за месяц (Справочник по климату СССР. Вып. 1966г). | Солнечное сияние, часов за месяц (Справочник по климату СССР. Вып. 1966г). | Солнечное сияние, часов за месяц (Справочник по климату СССР. Вып. 1966г). | Солнечное сияние, часов за месяц (Справочник по климату СССР. Вып. 1966г). | Солнечное сияние, часов за месяц (Справочник по климату СССР. Вып. 1966г). | Солнечное сияние, часов за месяц (Справочник по климату СССР. Вып. 1966г). |
| Янв                                                                        | Фев                                                                        | Мар                                                                        | Апр                                                                        | Май                                                                        | Июн                                                                        | Июл                                                                        | Авг                                                                        | Сен                                                                        | Окт                                                                        | Ноя                                                                        | Дек                                                                        | Год                                                                        |                                                                            |
| 185                                                                        | 198                                                                        | 216                                                                        | 193                                                                        | 191                                                                        | 146                                                                        | 149                                                                        | 162                                                                        | 211                                                                        | 224                                                                        | 201                                                                        | 172                                                                        | 2248                                                                       |                                                                            |
| Солнечное сияние за 2009 - 2018 гг, часов за месяц.                        | Солнечное сияние за 2009 - 2018 гг, часов за месяц.                        | Солнечное сияние за 2009 - 2018 гг, часов за месяц.                        | Солнечное сияние за 2009 - 2018 гг, часов за месяц.                        | Солнечное сияние за 2009 - 2018 гг, часов за месяц.                        | Солнечное сияние за 2009 - 2018 гг, часов за месяц.                        | Солнечное сияние за 2009 - 2018 гг, часов за месяц.                        | Солнечное сияние за 2009 - 2018 гг, часов за месяц.                        | Солнечное сияние за 2009 - 2018 гг, часов за месяц.                        | Солнечное сияние за 2009 - 2018 гг, часов за месяц.                        | Солнечное сияние за 2009 - 2018 гг, часов за месяц.                        | Солнечное сияние за 2009 - 2018 гг, часов за месяц.                        | Солнечное сияние за 2009 - 2018 гг, часов за месяц.                        | Солнечное сияние за 2009 - 2018 гг, часов за месяц.                        |
| Янв                                                                        | Фев                                                                        | Мар                                                                        | Апр                                                                        | Май                                                                        | Июн                                                                        | Июл                                                                        | Авг                                                                        | Сен                                                                        | Окт                                                                        | Ноя                                                                        | Дек                                                                        | Год                                                                        |                                                                            |
| 188                                                                        | 193                                                                        | 222                                                                        | 210                                                                        | 181                                                                        | 149                                                                        | 147                                                                        | 155                                                                        | 201                                                                        | 207                                                                        | 173                                                                        | 161                                                                        | 2188                                                                       |                                                                            |
| -------------------------------------------------------------------------- | -------------------------------------------------------------------------- | -------------------------------------------------------------------------- | -------------------------------------------------------------------------- | -------------------------------------------------------------------------- | -------------------------------------------------------------------------- | -------------------------------------------------------------------------- | -------------------------------------------------------------------------- | -------------------------------------------------------------------------- | -------------------------------------------------------------------------- | -------------------------------------------------------------------------- | -------------------------------------------------------------------------- | -------------------------------------------------------------------------- | -------------------------------------------------------------------------- |

| Показатель                                       | Янв. | Фев. | Март | Апр. | Май | Июнь | Июль | Авг. | Сен. | Окт. | Нояб. | Дек. | Год |
| ------------------------------------------------ | ---- | ---- | ---- | ---- | --- | ---- | ---- | ---- | ---- | ---- | ----- | ---- | --- |
| Средняя температура, °C                          | −12  | −9,5 | −3   | 3,0  | 7,4 | 10,9 | 15,5 | 17,6 | 13,5 | 6,7  | −2,2  | −9,9 | 3,2 |
| Источник: Северо-Евразийский Климатический Центр |      |      |      |      |     |      |      |      |      |      |       |      |     |